# Орловка (Бирилюсский район)
Орловка — село в Бирилюсском районе Красноярского края России. Административный центр Орловского сельсовета. Находится на левом берегу реки Кочетат (приток реки Чулым), примерно в 15 км к востоку-юго-востоку (ESE) от районного центра, села Новобирилюссы, на высоте 214 метров над уровнем моря.

## Население
| 2010 |
| ---- |
| 232  |

Гендерный состав
По данным Всероссийской переписи населения 2010 года 114 мужчин и 118 женщин из 232 чел.

## Улицы
Уличная сеть села состоит из 5 улиц.